# 王曲龙王庙
王曲龙王庙，位于山西省长治市平顺县北耽车乡王曲村，距离天台庵仅有几十步，是一处山西省文物保护单位。
王曲龙王庙的正殿为元代建筑，献殿为清代建筑，周围均为现代建筑。
2021年8月4日，王曲龙王庙公布为第六批山西省文物保护单位，年代为元、清，古建筑类，编号6-175。